# رزرو بتامپونا
رزرو بتامپونا (به لاتین: Betampona Reserve) یک منطقهٔ مسکونی در ماداگاسکار است که در Toamasina Province, Madagascar واقع شده‌است.